# Zoltán Pál
Zoltán Pál (* 15. Februar 1979 in Miercurea Ciuc) ist ein rumänischer Eishockeyspieler, der seit 2017 beim Varberg HK in der schwedischen Division 3, der fünften Ligenstufe des skandinavischen Landes, unter Vertrag steht.

## Karriere

### Club
Zoltán Pál, der der ungarischsprachigen Minderheit der Szekler in Rumänien angehört, spielte von 1999 bis 2001 für das Team des Neumann College aus Aston in Pennsylvania in der Division III der US-Hochschulmeisterschaften. 2009 gewann er – inzwischen in seine Geburtsstadt zurückgekehrt – mit dem HC Csíkszereda die erste Austragung der multinationalen MOL Liga. Als der Klub anschließend trotz des sportlichen Erfolges aus finanziellen Gründen den Spielbetrieb einstellen mussten, wechselte er zum ASC Corona 2010 Brașov, für den er ebenfalls überwiegend in der MOL Liga, daneben aber auch in der rumänischen Liga, spielte. 2012 wechselte er nach Budapest, wo er für den Újpesti TE und den Ferencvárosi TC ebenfalls in der MOL Liga auf dem Eis stand. Nach drei Jahren in der ungarischen Hauptstadt kehrte er nach Rumänien zurück und spielte zwei Jahre für den CSM Dunărea Galați in der rumänischen Eishockeyliga. Mit dem Team aus der Westmoldau gewann er 2016 die rumänische Meisterschaft und ein Jahr später den Landespokal. Anschließend wechselte er nach Schweden, wo er beim Varberg HK in der Division 3, der fünften Ligenstufe des skandinavischen Landes, unter Vertrag steht.

### International
Pál spielt international im Gegensatz zu anderen Szeklern, die für Ungarn antreten, für sein Geburtsland Rumänien. Im Juniorenbereich stand er bei der U18-B-Europameisterschaft 1996 und der U18-C-Europameisterschaft 1997 auf dem Eis. Mit der Herren-Nationalmannschaft spielte er lediglich bei der Weltmeisterschaft 2011 in der Division II. Dabei gelang der Aufstieg in die Division I, zu dem Pál mit einem Tor und drei Vorlagen beitrug.

## Erfolge
- 2009 Sieger der MOL Liga mit dem HC Csíkszereda
- 2011 Aufstieg in die Division I der Eishockeyweltmeisterschaften bei der WM der Division II, Gruppe B
- 2016 Rumänischer Pokalsieger mit dem CSM Dunărea Galați
- 2017 Rumänischer Meister mit dem CSM Dunărea Galați

## MOL-Liga-Statistik
(Stand: Ende der Saison 2016/17)